# Christoph Zipf
Pour les articles homonymes, voir Zipf.
Christoph Zipf, né le 5 décembre 1962 à Francfort, est un ancien joueur de tennis professionnel allemand.

## Carrière
En 1979, il est sacré champion d'Europe des moins de 18 ans en simple et en double et atteint les quarts de finale à Wimbledon junior.
Il a participé à trois rencontres de Coupe Davis en 1981 et 1982, uniquement en double. Il a perdu à deux reprises au premier tour du Groupe Mondial mais a gagné son match de barrage.
Il a remporté deux tournois Challenger en double : Barcelone en 1982 et Neunkirchen en 1984. Il compte également une finale sur le circuit ATP à Tel Aviv en simple et à Cologne en double.

## Palmarès

### Finale en simple messieurs
| No | Date       | Nom et lieu du tournoi                  | Catégorie | Dotation | Surface    | Vainqueur        | Score    |  |
| -- | ---------- | --------------------------------------- | --------- | -------- | ---------- | ---------------- | -------- |  |
| 1  | 10-10-1983 | Tournoi de tennis de Tel Aviv, Tel Aviv |           | 75 000 $ | Dur (ext.) | Aaron Krickstein | 7-6, 6-3 |  |

### Finale en double messieurs
| No | Date       | Nom et lieu du tournoi               | Catégorie | Dotation | Surface    | Vainqueurs                       | Partenaire         | Score         |  |
| -- | ---------- | ------------------------------------ | --------- | -------- | ---------- | -------------------------------- | ------------------ | ------------- |  |
| 1  | 25-10-1982 | Tournoi de tennis de Cologne Cologne |           | 75 000 $ | Dur (int.) | José Luis Damiani Carlos Kirmayr | Hans-Dieter Beutel | 6-2, 3-6, 7-5 |  |

## Parcours dans les tournois duGrand Chelem

### En simple
N'a jamais participé à un tableau final